# 路易丝·雷德克纳普
路易丝·伊丽莎白·雷德克纳普（英語：Louise Elizabeth Redknapp，1974年11月4日—）原名路易丝·伊丽莎白·努丁（Louise Elizabeth Nurding），是英国女歌手、词曲作者、媒体人、演员和电视节目主持人，也是1993年出道的节奏布鲁斯女子团体永恒乐团成员。2004年，英国《男人装》杂志将她评为“十年最性感女人”。